# Zeppelin-Staaken R.V
Zeppelin Staaken R.V là một trong chuỗi các máy bay ném bom cỡ lớn được gọi là Riesenflugzeugen của Đế quốc Đức.

## Quốc gia sử dụng
- German Empire

## Tính năng kỹ chiến thuật (Zeppelin Staaken R.V)
Đặc tính tổng quan
- Kíp lái: 7
- Chiều dài: 22,1 m (72 ft 6 in)
- Sải cánh: 42,2 m (138 ft 5 in)
- Chiều cao: 6,3 m (20 ft 8 in)
- Diện tích cánh: 332 m2 (3.570 foot vuông)
- Trọng lượng rỗng: 7.921 kg (17.463 lb)
- Trọng lượng có tải: 11.848 kg (26.120 lb)

Hiệu suất bay
- Thời gian bay: 7 h
- Trần bay: 3.300 m (10.827 ft)